# Grand Prix-wegrace van Frankrijk 1954
De Grand Prix-wegrace van Frankrijk 1954 was de eerste Grand Prix van het wereldkampioenschap wegrace voor motorfietsen in het seizoen 1954. De races werden verreden op 30 mei op het Circuit de Reims-Gueux nabij Reims. In deze Grand Prix kwamen de 500cc-, 350cc- en de 250cc-klasse aan de start.

## Algemeen
Een groot deel van de toprijders en -merken, vooral in de 500cc-klasse, verscheen helemaal niet in Frankrijk omdat men zich wilde voorbereiden op de TT van Man.

## 500cc-klasse
Pierre Monneret zou niet in de TT van Man starten en hij kreeg - zoals vaker - een fabrieks-Gilera 500 4C tot zijn beschikking. Zo werd hij de teamgenoot van Alfredo Milani, die ook niet naar Man zou gaan, en van Geoff Duke, die de extra trainingsrondjes op Man niet nodig had. Duke leidde de race ook, maar viel terug door motorproblemen. Zo won Monneret voor Milani, maar het niveauverschil met de concurrentie was enorm: Jacques Collot stond als derde op het erepodium, maar had twee ronden achterstand. Een toekomstig wereldkampioen, Luigi Taveri, scoorde de eerste WK-punten van zijn carrière.
| Pos | Coureur         | Merk   | Tijd      | Punten |
| --- | --------------- | ------ | --------- | ------ |
| 1   | Pierre Monneret | Gilera | 1:25"29'5 | 8      |
| 2   | Alfredo Milani  | Gilera | +16'5     | 6      |
| 3   | Jacques Collot  | Norton | +2 ronden | 4      |
| 4   | Luigi Taveri    | Norton | +2 ronden | 3      |
| 5   | Bob Matthews    | Norton | +3 ronden | 2      |
| 6   | Cyril Julian    | Norton | +3 ronden | 1      |
| 7   | Pierre Cherrier | Norton | +4 ronden |        |
| 8   | Barry Stormont  | BSA    | +4 ronden |        |
| 9   | Roland Gauch    | AJS    | +6 ronden |        |
| 10  | Bruno Böhrer    | Horex  | +6 ronden |        |
| 11  | Barry Haynes    | BSA    | +6 ronden |        |
| 12  | Geoff Duke      | Gilera | +7 ronden |        |

| Coureur           | Merk      | Oorzaak |
| ----------------- | --------- | ------- |
| Auguste Goffin    | Norton    |         |
| Firmin Dauwe      | Norton    |         |
| Roy Godwin        | Norton    |         |
| Hans Haldemann    | Norton    |         |
| Alfredo Flores    | Norton    |         |
| Francis Flahout   | BMW       |         |
| Jean-Pierre Bayle | Norton    |         |
| Brian Duffy       | Norton    |         |
| Charles Bruguière | AJS       |         |
| Rob Fitton        | Velocette |         |
| William Hall      | Norton    |         |
| Reg Armstrong     | Gilera    |         |
| Rally Dean        | Norton    |         |

| Coureur         | Merk       | Oorzaak |
| --------------- | ---------- | ------- |
| Gordon Laing    | Norton     |         |
| Keith Campbell  | Norton     |         |
| Ken Kavanagh    | Moto Guzzi |         |
| Léon Martin     | Gilera     |         |
| Bob McIntyre    | AJS        |         |
| Derek Farrant   | AJS        |         |
| Dickie Dale     | MV Agusta  |         |
| Fergus Anderson | Moto Guzzi |         |
| Harold Clark    | Norton     |         |
| Jack Brett      | Norton     |         |
| Tommy Wood      | Norton     |         |
| Carlo Bandirola | MV Agusta  |         |
| Nello Pagani    | MV Agusta  |         |
| Umberto Masetti | Gilera     |         |
| Peter Murphy    | Matchless  |         |
| Rod Coleman     | AJS        |         |
| Ray Amm         | Norton     |         |
| Rudy Allison    | Norton     |         |

## 350cc-klasse
Ook in de 350cc-race waren alle toprijders afwezig en won Pierre Monneret, dit keer met een AJS 7R. De Belg Auguste Goffin werd met een Norton Manx tweede voor Bob Matthews met een toch al hopeloos verouderde Velocette KTT Mk VIII.
| Pos | Coureur           | Merk      | Tijd      | Punten |
| --- | ----------------- | --------- | --------- | ------ |
| 1   | Pierre Monneret   | AJS       | 1:17"40'7 | 8      |
| 2   | Auguste Goffin    | Norton    | +22'5     | 6      |
| 3   | Bob Matthews      | Velocette | +23'5     | 4      |
| 4   | Jacques Collot    | Norton    | +2"31'8   | 3      |
| 5   | Barry Stormont    | BSA       | +3"17'8   | 2      |
| 6   | Firmin Dauwe      | Norton    | +1 ronde  | 1      |
| 7   | Bill Hall         | Norton    | +1 ronde  |        |
| 8   | Rob Fitton        | AJS       | +1 ronde  |        |
| 9   | Brian Duffy       | Velocette | +1 ronde  |        |
| 10  | Jacques Insermini | Norton    | +1 ronde  |        |
| 11  | Whelan            | AJS       | +2 ronden |        |
| 12  | Haynes            | AJS       | +2 ronden |        |
| 13  | Wood              | Norton    | +3 ronden |        |
| 14  | Brugner           | AJS       | +5 ronden |        |

| Coureur           | Merk       |
| ----------------- | ---------- |
| John Grace        | Norton     |
| Gordon Laing      | Norton     |
| Ken Kavanagh      | Moto Guzzi |
| Maurice Quincey   | Norton     |
| Georg Braun       | Horex      |
| Karl Hofmann      | DKW        |
| Siegfried Wünsche | DKW        |
| Bob Keeler        | Norton     |
| Bob McIntyre      | AJS        |
| Derek Farrant     | AJS        |
| Fergus Anderson   | Moto Guzzi |
| Jack Brett        | Norton     |
| John Clark        | AJS        |
| Peter Davey       | Norton     |
| Alano Montanari   | Moto Guzzi |
| Duilio Agostini   | Moto Guzzi |
| Enrico Lorenzetti | Moto Guzzi |
| Leo Simpson       | AJS        |
| Rod Coleman       | AJS        |
| Ray Amm           | Norton     |

## 250cc-klasse
In de 250cc-race waren de grootste kanshebbers er wel, en ze reden bijna allemaal op vernieuwde NSU Rennmaxen: Werner Haas, op slechts 0,3 seconde gevolgd door HP Müller en als derde Rupert Hollaus. De snelste Moto Guzzi Bialbero 250 (met Tommy Wood) werd op twee ronden gereden. Dat was niet verwonderlijk, want de Rennmax leverde nu al 39 pk, terwijl de Guzzi Bialbero slechts 28 paarden op de been bracht.
| Pos | Coureur             | Merk       | Tijd      | Punten |
| --- | ------------------- | ---------- | --------- | ------ |
| 1   | Werner Haas         | NSU        | 55"06'7   | 8      |
| 2   | Hermann Paul Müller | NSU        | +0'3      | 6      |
| 3   | Rupert Hollaus      | NSU        | +34'8     | 4      |
| 4   | Hans Baltisberger   | NSU        | +1"57'5   | 3      |
| 5   | Tommy Wood          | Moto Guzzi | +2 ronden | 2      |
| 6   | Lanfranco Baviera   | Moto Guzzi | +3 ronden | 1      |
| 7   | Pierre Collignon    | Moto Guzzi | +3 ronden |        |
| 8   | Jean-Pierre Bayle   | Moto Guzzi | +3 ronden |        |
| 9   | Rudi Meier          | Adler      | +3 ronden |        |
| 10  | Hubert Luttenberger | Adler      | +3 ronden |        |
| 11  | Réné Guerin         | Moto Guzzi | +4 ronden |        |

| Coureur          | Merk       |
| ---------------- | ---------- |
| Ken Kavanagh     | Moto Guzzi |
| Luigi Taveri     | Moto Guzzi |
| Georg Braun      | NSU        |
| Helmut Hallmeier | Adler      |
| Kurt Knopf       | NSU        |
| Walter Reichert  | NSU        |
| Walter Vogel     | Adler      |
| Arthur Wheeler   | Moto Guzzi |
| Bob Geeson       | REG        |
| Fergus Anderson  | Moto Guzzi |
| John Horne       | Rudge      |
| Reg Armstrong    | NSU        |
| Angelo Marelli   | Moto Guzzi |
| Roberto Colombo  | Moto Guzzi |
| Romolo Ferri     | Moto Guzzi |

1920 · 1921 · 1922 · 1923 · 1924 · 1925 · 1926 · 1927 · 1928 · 1929 · 1930 · 1931 · 1932 · 1933 · 1935 · 1936 · 1937 · 1938 · 1939 · 1949 · 1951 ·  1953 · 1954 · 1955 · 1958 · 1959 · 1960 · 1961 · 1962 · 1963 · 1964 · 1965 · 1966 · 1967 · 1969 · 1970 · 1972 · 1973 · 1974 · 1975 · 1976 · 1977 · 1978 · 1979 · 1980 · 1981 · 1982 · 1983 · 1984 · 1985 · 1986 · 1987 · 1988 · 1989 · 1990 · 1991 · 1992 · 1994 · 1995 · 1996 · 1997 · 1998 · 1999 · 2000 · 2001 · 2002 · 2003 · 2004 · 2005 · 2006 · 2007 · 2008 · 2009 · 2010 · 2011 · 2012 · 2013 · 2014 · 2015 · 2016 · 2017 · 2018 · 2019 · 2020 · 2021 · 2022 · 2023 · 2024 · 2025